# Touché

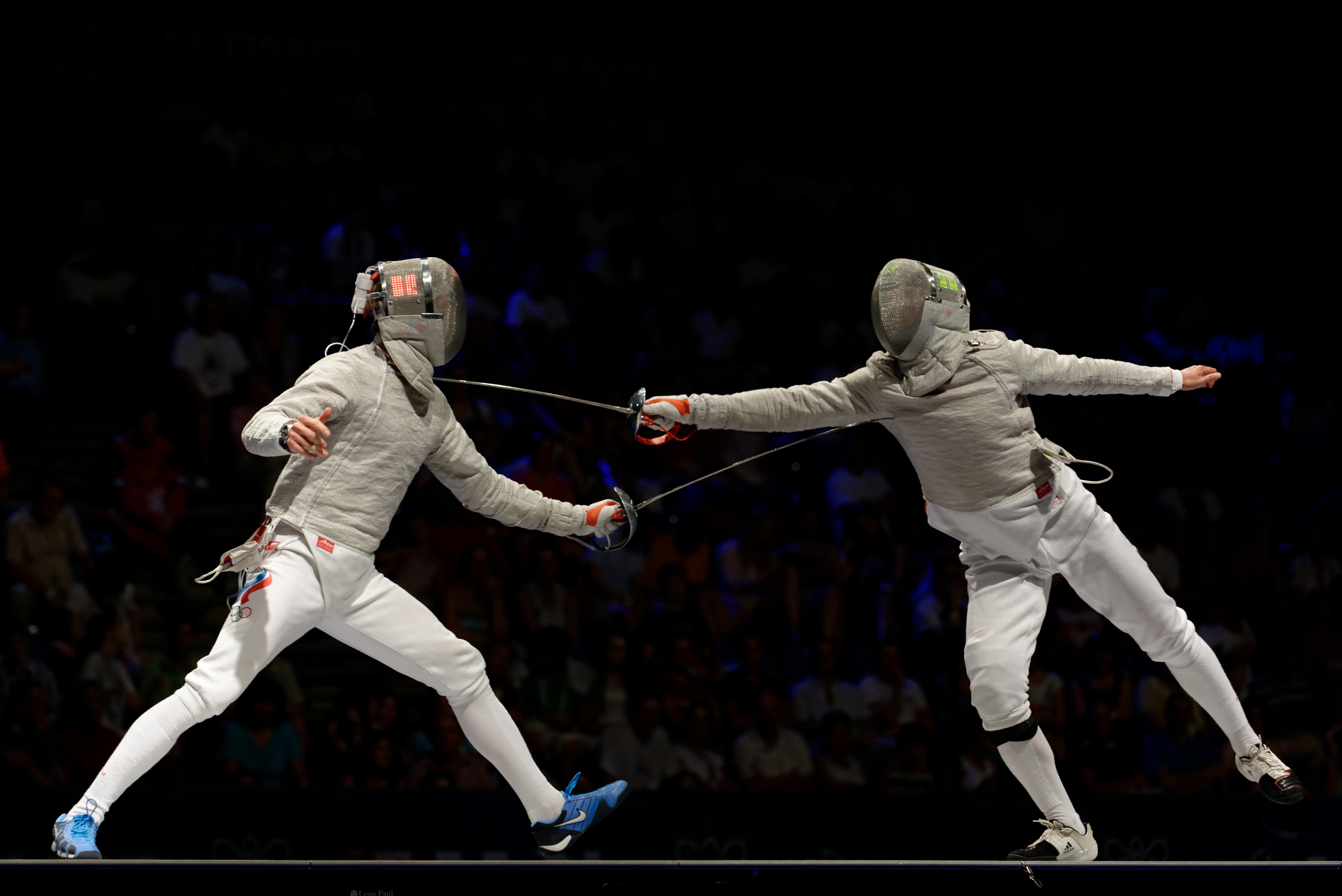

Touché o «tocado» es una expresión francesa utilizada en la esgrima que se pronuncia por quien es "tocado" con el fin de reconocer la exactitud del «golpe», interpretada por él. También es usado por los jueces de esgrima. 

## Cultura popular
La palabra touché se emplea a menudo en la cultura popular y en la conversación en general, sobre todo en la discusión y el debate. Si una persona presenta un argumento y el otro entrega una respuesta inteligente o apropiada, la primera persona puede responder touché como un modo de reconocer una buena respuesta. 
Asimismo existe un movimiento de esgrima llamado «réplica», que se refiere «a una acción ofensiva con la intención de golpear al opositor, hecho por el esgrimista que acaba de parar un ataque» y en el léxico común es entendido como una respuesta rápida e ingeniosa a un argumento o un insulto.
El término es empleado también en discusión como «tocado y por tanto fuera de combate».

## Origen
La expresión probablemente viene de los primeros duelos, comunes en el siglo XVII: durante el duelo, al tocar al opositor con la punta de la espada, el perdedor podía reconocer la derrota gritando «tocado»  
y entonces el encuentro terminaba.

## Etimología
Proviene del francés, del participio pasado del verbo toucher  , que a su vez proviene del francés antiguo tuchier.